# New (альбом)
| Совокупная оценка    | Совокупная оценка |
| Источник             | Оценка            |
| -------------------- | ----------------- |
| Metacritic           | 77/100            |
| Оценки критиков      |                   |
| Источник             | Оценка            |
| Allmusic             | [ 5 ]             |
| The Daily Telegraph  | [ 6 ]             |
| Clash                | (7/10)            |
| Entertainment Weekly | A−                |
| Rolling Stone        | [ 9 ]             |
| The Guardian         | [ 10 ]            |
| Daily Mail           | [ 11 ]            |
| PopMatters           | [ 12 ]            |
| Pitchfork Media      | (7.8/10)          |

New (с англ. — «Новый») — шестнадцатый студийный альбом сэра Пола Маккартни, издан 14 октября 2013 года в Британии, 15 октября — во всем мире. Альбом записывался с совершенно новыми музыкальными продюсерами. Отчасти это стало поводом назвать альбом «New».
24 октября 2013 г. на официальной странице Пола Маккартни в YouTube появился клип на песню «Queenie Eye». В клипе снялись: Джонни Депп, Том Форд, Лили Коул, Мерил Стрип, Джуд Лоу, Джереми Айронс, Кейт Мосс, Шон Пенн, Крис Пайн, Джеймс Корден, Трейси Ульман, Гари Барлоу, Сэр Питер Блейк и многие другие.

## Выступления
Маккартни принял участие в множестве вечерних шоу с целью продвижения нового альбома. После каждого из интервью сэр Пол давал небольшой концерт.
С альбомом «New», Пол планирует продолжить выступления в 2014 году в различных городах мира.
Известны уже два случая внезапных концертов с новым альбомом. Пол с его командой сначала сыграли на главной площади Нью Йорка, собрав трехтысячную толпу фанатов, после Пол играл на Гарден Площади в Лондоне.
Если прослушать композицию «Get Me Out of Here» до конца, после подождать 20 секунд, можно услышать скрытый трек.

## Список композиций
В альбом вошли 12 треков, в deluxe издание попали 14.
| №                   | Название                                | Продюсер(ы)               | Длительность |
| ------------------- | --------------------------------------- | ------------------------- | ------------ |
| 1.                  | «Save Us»                               | Пол Эпуорт                | 2:39         |
| 2.                  | «Alligator»                             | Марк Ронсон               | 3:27         |
| 3.                  | «On My Way to Work»                     | Джайлз Мартин             | 3:43         |
| 4.                  | «Queenie Eye»                           | Эпуорт                    | 3:47         |
| 5.                  | «Early Days»                            | Итан Джонс                | 4:07         |
| 6.                  | «New»                                   | Ронсон                    | 2:56         |
| 7.                  | «Appreciate»                            | Мартин                    | 4:28         |
| 8.                  | «Everybody Out There»                   | Мартин                    | 3:21         |
| 9.                  | «Hosanna»                               | Джонс                     | 3:29         |
| 10.                 | «I Can Bet»                             | Мартин                    | 3:21         |
| 11.                 | «Looking at Her»                        | Мартин                    | 3:05         |
| 12.                 | «Road» (включает скрытый трек "Scared") | Эпуорт, Мартин ("Scared") | 7:39         |
| Общая длительность: | Общая длительность:                     | Общая длительность:       | 46:11        |

| №   | Название                                              | Продюсер(ы)   | Длительность |
| --- | ----------------------------------------------------- | ------------- | ------------ |
| 13. | «Turned Out»                                          | Джонс, Мартин | 2:59         |
| 14. | «Get Me Out of Here» (включает скрытый трек "Scared") | Мартин        | 6:15         |

| №   | Название                                    | Продюсер(ы)               | Длительность |
| --- | ------------------------------------------- | ------------------------- | ------------ |
| 15. | «Struggle» (включает скрытый трек "Scared") | Эпуорт, Мартин ("Scared") | 7:58         |